# Moux
Moux település Franciaországban, Aude megyében. Lakosainak száma 715 fő (2022. január 1.). Moux Camplong-d’Aude, Douzens, Fabrezan, Fontcouverte, Montbrun-des-Corbières és Saint-Couat-d’Aude községekkel határos.

## Népesség
A település népessége az elmúlt években az alábbi módon változott:
| Lakosok száma | 661  | 563  | 519  | 556  | 686  | 694  | 701  | 701  | 707  | 715  |
|               | 1968 | 1982 | 1990 | 2006 | 2013 | 2015 | 2017 | 2019 | 2020 | 2022 |